# Narodowe Centrum Lekkoatletyczne w Budapeszcie
Narodowe Centrum Lekkoatletyczne w Budapeszcie – stadion lekkoatletyczny w Budapeszcie, który był główną areną lekkoatletycznych mistrzostw świata 2023. Obiekt zlokalizowany jest w południowej części miasta, w IX dzielnicy (Ferencváros), nad Dunajem, na północnym krańcu wyspy Czepel. Początkowo jego trybuny mieściły 37 326 widzów, ale po MŚ 2023 pojemność została zmniejszona do 14 531 miejsc.